# Mesnil Ridge Cemetery
Mesnil Ridge Cemetery is een Britse militaire begraafplaats met gesneuvelden uit de Eerste Wereldoorlog en ligt in de Franse gemeente Mesnil-Martinsart (departement Somme). De begraafplaats werd ontworpen door Arthur Hutton. Ze ligt in het veld op anderhalve kilometer ten noorden van het dorpscentrum (Église Saint-Nicolas) en is bereikbaar via een onverharde landweg (Chemin Blanc). 
De begraafplaats heeft een nagenoeg rechthoekig grondplan met een oppervlakte van 747 m² en wordt omsloten door een natuurstenen muur waarvan de lange zijden trapsgewijs de lichte helling van het terrein volgen. Het Cross of Sacrifice staat op een verhoogd terras in de noordelijke hoek. De toegang bestaat uit een metalen hekje in de noordoostelijke muur.
Er liggen 94 geïdentificeerde slachtoffers begraven.
De begraafplaats wordt onderhouden door de Commonwealth War Graves Commission.
Aan de overzijde van de weg ligt ruim 100 m noordelijker de Knightsbridge Cemetery.

## Geschiedenis
De begraafplaats werd tussen augustus 1915 en augustus 1916 aangelegd en gebruikt door medische hulpposten (Field Ambulances) en gevechtseenheden (voornamelijk van de 29th en de 36th (Ulster) Divisions).
Er liggen 93 Britten en 1 Canadees begraven.

### Graven
- korporaal David P. Williams diende onder het alias D. Price bij de South Wales Borderers.
- soldaat James Oliver Bridgewater diende onder het alias J. Sutton bij de Royal Munster Fusiliers.